# Sekou Oliseh
Sekou Jabateh Oliseh (Monrovia, 5 giugno 1990) è un calciatore liberiano con cittadinanza nigeriana, centrocampista del LISCR e della nazionale liberiana.

## Biografia
È figlio adottivo di Churchill Oliseh; i suoi zii sono Azubuike Oliseh, Egutu Oliseh e l'ex giocatore di Reggiana, Juventus e Borussia Dortmund, Sunday Oliseh.

## Carriera

### Nazionale
Gioca nella nazionale liberiana.

## Palmarès

### Club

#### Competizioni nazionali
- Coppa di Russia: 1

CSKA Mosca: 2010-2011